# LEON
LEON ist eine Familie von 32-Bit-Prozessoren, basierend auf der SPARC-V8-Architektur. Ursprünglich entworfen von der ESA, wird das Prozessordesign heute von Aeroflex Gaisler weiterentwickelt und vertrieben.
Der LEON war das erste unter einer Open-Source-Lizenz veröffentlichte vollständige Mikroprozessor-Design, die LEON-Prozessoren sind verfügbar als VHDL-Designs zur Verwendung zum Beispiel in FPGAs oder ASICs.
Alle Versionen von LEON2 und LEON3 sind vollständig kompatibel zu SPARC V8. Die Designs von LEON1 und LEON2 waren verfügbar unter der GNU Lesser General Public License, LEON3 ist unter der GNU General Public License veröffentlicht. Der IP-Core der im Januar 2010 vorgestellten Weiterentwicklung LEON4 ist nicht mehr unter einer freien Lizenz veröffentlicht.
Es gibt fehlertolerante Versionen von LEON2, LEON3 und LEON4: LEON2-FT, LEON3-FT und LEON4-FT. Der LEON3-FT wurde mit einem strahlungsresistenten FPGA von Actel in den Satelliten Chandrayaan-1, Prisma und dem taiwanischen Argo verwendet.
Neben den beiden freien Softwarepaketen GRLIB IP Library mit allen benötigten Bestandteilen eines System-on-a-Chip und dem auch unter Eclipse lauffähigen Kommandozeilen-Debugger GRMON bietet der Hersteller auch kostenpflichtigen Support, Entwicklungsboards und vollständige Systeme an.